# Boxing Europe
Boxing Europe & Glormax – polska grupa promotorska boksu zawodowego. 
Menedżerem grupy jest Andrzej Gmitruk, a jednym z wychowanków m.in. mistrz świata WBC - Tomasz Adamek.
Grupa zorganizowała dotąd kilkadziesiąt imprez zwanych "Galami Boksu Zawodowego" w celu szeroko pojętej promocji sportu w Polsce i za granicą. 